# Dennis van Wijk
Dennis Johannes van Wijk (* 16. Dezember 1962 in Oostzaan) ist ein ehemaliger niederländischer Fußballspieler und heutiger -trainer. Der Niederländer verbrachte praktisch seine gesamte Trainerkarriere in Belgien und trainierte dort nicht weniger als 15 verschiedene Vereine.

## Spielerkarriere
Van Wijk spielte in seiner gesamten Jugendzeit bei De Volewijckers, die sich ab der Saison 1973/74 dann dem FC Amsterdam anschlossen. Im Alter von 19 Jahren wurde er von Ajax, dem größten Amsterdamer Fußballverein, verpflichtet. Dort konnte er sich jedoch nicht ins erste Team durchsetzen und wechselte daher bereits nach einer Saison zu Norwich City nach England. Diese Mannschaft war gerade erst in die damalige erste englische Liga, die Football League First Division, aufgestiegen. Mit Norwich gewann van Wijk 1985 den League Cup, stieg jedoch in der gleichen Saison in die zweite Liga ab. Bereits im Folgejahr schaffte der Verein den sofortigen Wiederaufstieg. In dem benannten League-Cup-Finale verursachte van Wijk einen Elfmeter, den Clive Walker vom Finalgegner FC Sunderland jedoch verschoss (Norwich gewann mit 1:0). 1986 wechselte der gelernte Abwehrspieler nach Belgien zum FC Brügge, mit denen er 1988 belgischer Meister und belgischer Supercup-Gewinner wurde. Nach der erfolgreichen Zeit in Brügge folgten vier einjährige Engagements bei den Vereinen Ajax Amsterdam, PAS Giannina, nochmals dem FC Brügge und dem FC Knokke.

## Trainerkarriere
Seine Trainerkarriere begann van Wijk beim FC Knokke, wo er seine Spielerkarriere auch beendete. Dies geschah fließend, da er zunächst als Spielertrainer bei dem belgischen Verein tätig war und dann nach einer Saison zum richtigen Trainer bestimmt wurde. Von 1996 bis 1998 trainierte er den KV Ostende und schaffte 1998 den Aufstieg in die erste belgische Liga. Es folgte ein zweimonatiges Engagement bei Daring Blankenberge, ehe van Wijk erneut nach Brügge zurückkehrte, diesmal jedoch als Trainer vom Stadtrivalen Cercle Brügge. Danach wechselte er zum KSV Roeselare, die 2005 unter seiner Führung erstmals in die Jupiler League aufstiegen. In der Folgesaison schaffte er mit dem Team sogar die Qualifikation für den UEFA-Pokal, da Roeselare eines der drei ausgelosten Teams aus der UEFA-Fair-Play-Wertung war. Willem II Tilburg war auf van Wijks gute Leistungen aufmerksam geworden und verpflichtete ihn zur Saison 2006/07 als Trainer. Nach einem enttäuschenden 15. Tabellenplatz und auch anhaltender Erfolglosigkeit in der Saison 2007/08, trat van Wijk am 5. November 2007 als Trainer von Tilburg zurück. Nur wenige Tage später wurde er erneut Trainer von KV Ostende, die er 1998 bereits in die erste belgische Liga geführt hatte. Doch diese Anstellung hielt gerade einmal 20 Tage, ehe van Wijk am 10. Dezember 2007 von VV St. Truiden angestellt wurde. Zum Ende der Saison 2007/08 stieg der Verein in die EXQI-League, die zweite belgische Liga, ab und der Niederländer wurde wieder entlassen. Es folgte ein kurzes Engagement als Scout beim englischen Erstligaaufsteiger West Bromwich Albion.
Am 29. Oktober 2008 wurde er zum zweiten Mal Trainer der KSV Roeselare. Zum Saisonschluss erreichte man mit drei Punkten Vorsprung auf den direkten Absteiger AFC Tubize Platz sechzehn der Liga, was bedeutete, dass der Klub in Relegationsspielen um den Klassenerhalt spielen musste. Roeselare setzte sich durch und verblieb in der höchsten belgischen Spielklasse. In der Folgespielzeit besserte sich die Situation nicht und van Wijk führte sein Team erneut nur in die Relegationsspiele. Dabei hatte man Glück, dass dem Ligakonkurrent Excelsior Mouscron eine Suspendierung durch den belgischen Fußballverband ausgesprochen wurde, was bedeutete, dass deren Spiele annulliert wurden und sie als einziger direkter Absteiger galten. Roeselare konnte diese Chance nicht nochmal nutzen und stieg schließlich doch ab. Im Sommer 2010 wurde van Wijk von Nico Vanderdonck als Cheftrainer abgelöst.
Daraufhin übernahm er 2011 den RAEC Mons und führte Mons in die belgische 1. Division. Er betreute Mons für eine Spielzeit, bis er dann vier Spiele vor Saisonende, unmittelbar nach seiner Aussage, er würde seinen Vertrag für die kommende Saison nicht verlängern, von Enzo Scifo ersetzt wurde. Nur wenige Tage später wurde van Wijk als neuer Trainer von Sporting Charleroi vorgestellt und führte den Klub am Saisonende in die erste belgische Liga. Dennoch verblieb er als Trainer in der zweiten Liga und übernahm zur neuen Saison Royal Antwerpen, den ältesten belgischen Fußballverein. Bis zum April 2013 trainierte er den Traditionsverein, ehe er zum Ligakonkurrenten und Absteiger KVC Westerlo wechselte. Der Klub peilte den direkten Wiederaufstieg an und hatte sich für die Aufstiegsrelegation qualifiziert. Dort scheiterte man jedoch an van Wijks früherem Verein Cercle Brügge. Ein Jahr später wurde der Niederländer mit Westerlo Meister und sicherte sich somit den direkten Aufstieg in die erste belgische Liga.
Ende Januar 2018 wurde er als Trainer vom KV Mechelen verpflichtet, nachdem dieser in der 1. Division den letzten Platz belegte. Nachdem der Abstieg in die 2. Division sich nicht mehr aufhalten ließ, blieb van Wijk zunächst Trainer in Mechelen. Erst als am 20. August 2018 der Verein nach drei Spieltagen in der zweiten Division nur zwei Punkte hatte, wurde eine Trennung in gegenseitigem Einvernehmen beschlossen.
Ab Jahresanfang 2020 war er neuer Trainer des KV Ostende. Nach dem drittletzten Spieltag, als Ostende noch zwei Punkte Vorsprung auf den Abstiegsplatz hatte, wurde er Anfang März 2020 wieder entlassen.

## Titel
- als Spieler:
  - 1985: League Cup mit Norwich City
  - 1988: Belgischer Meister mit FC Brügge
  - 1988: Belgischer Supercup mit FC Brügge
- als Trainer:
  - 2005: Aufstieg in die Erste Division mit dem KSV Roeselare
  - 2011: Aufstieg in die Erste Division mit dem RAEC Mons
  - 2012: Aufstieg in die Erste Division mit dem RSC Charleroi
  - 2014: Aufstieg in die Erste Division mit dem KVC Westerlo